# Ankylocythere carpenteri
Ankylocythere carpenteri är en kräftdjursart som beskrevs av Hobbs och A. C. McClure 1983. Ankylocythere carpenteri ingår i släktet Ankylocythere och familjen Entocytheridae. Inga underarter finns listade i Catalogue of Life.